# Marcelino Villalba Muñoz
Marcelino Villalba Muñoz (Valladolid, 30 de abril de 1890-El Burgo de Osma[cita requerida], 27 de enero de 1925) fue un compositor, maestro de capilla y organista español, hermano de Alberto, Enrique y Luis, todos ellos también músicos compositores.

## Biografía
Educado en un ambiente familiar musical, Villalba estudió Teología en la Universidad Pontificia de Valladolid, a la vez que realizaba sus estudios musicales. De entre sus hermanos, el más famoso fue Luis Villalba Muñoz, maestro de capilla del Monasterio de El Escorial y uno de los renovadores de la música religiosa en España a comienzos del siglo XX.
A los veintidós años se presentó a las oposiciones para el cargo de maestro de capilla de la Catedral de Salamanca, tras el fallecimiento del maestro anterior, Bernabé Mingote. Sus jueces fueron Hilario Goyenechea y Dámaso Ledesma, el organista de Salamanca. Una de las pruebas que tuvo que pasar fue la corrección del primer salmo de nona de Doyagüe. El resultado debió gustar a los jueces, porque Villalba tomó posesión del cargo el 22 de febrero de 1913. El Salmantino lo recibió con las siguientes líneas:

Es natural de Valladolid y discípulo aventajado de don Vicente Goicoechea y don Jacinto Manzanares, ambos maestros concertistas y compositores de gran fama. Aunque joven, pues apenas cuenta 23 años de edad, tiene publicadas y en preparación más de una docena de obras, todas ellas de carácter original y de gran sencillez y riqueza armónica. Pertenece a la escuela del contrapunto escolástico y al cenáculo de los geniales artistas don Gaspar Arabaozlaza, maestro de capilla de Zamora; padre Luis Villalba, hermano suyo y organista de la real Basílica de El Escorial; don Pedro Masvidal, presbítero catalán y algunos otros discípulos del gran Pedrell.
El Salmantino (785). Salamanca. 16 de febrero de 1913. p. 1. 

Villalba pronto se integró en la vida cultural de la ciudad, no solo desplazando la capilla musical a otras iglesias de la ciudad, sino que también se implicó en la música profana. El 30 de abril de 1914 interpretó fragmentos de Lohengrin de Wagner. Colaboró en la revista Biblioteca Sacro-Musical y se dio a conocer como compositor de música religiosa y muy principalmente del género orgánico.
En 1923 se llevó el segundo puesto del «Concurso de canciones hispano-portuguesas y americanas» organizado en Madrid con la composición Encantos de Iberia, siendo el primer premio para Dámaso Ledesma. Un mes después abandonó el magisterio de Salamanca y se desplazó a Valladolid, al ganar las oposiciones a organista de su catedral metropolitana . En mayo de 1924 inauguró con un concierto el órgano de la colegiata de San Antolín de Medina del Campo, interpretando obras originales de César Franck, Charles Marie Widor, Léon Boëllmann y una transcripción de Richard Wagner (Sarabria. Medina del Campo. 11 de mayo de 1924. pp. 2-3.). Falleció en El Burgo de Osma en 1925 como resultado de un accidente de tráfico tras desplazarse a esta localidad soriana para inaugurar el órgano de su catedral.[cita requerida]

## Obra
En 1920 recibió un homenaje en El Adelanto, donde se ensalzaban sus cualidades musicales. El artículo dividía su obra en tres clases:

[...] de salón (romanzas, nocturnos, etc.), música descriptiva, como las Escenas mongólicas, en las que había roto con «las viejas fórmulas de los compositores rusos Tchaikovsky, Borodine y Rimsky Korsakov» y, por último, el género popular, del que había tomado temas sencillos para construir notables partituras.

Las obras no religiosas de Villalba Muñoz que merecen mencionarse son:
- Cinco piezas líricas; Escenas mogólicas; Tres jotas castellanas, para piano ,
- Tonadas mias, para violín y piano,
- Tres cuentos de Bartolo, para violín y piano,
- Sonata en cuatro tiempos, para violín y piano. Y otras de menor importancia.

Son de mayor relieve artístico sus obras religiosas, entre las que cabe mencionar:
- 23 Motetes en el Santísimo, para voces mixtas y órgano ,
- Salmo 118, a 4 voces mixtas y órgano,
- Credidi, salmo, a 3 voces iguales y órgano,
- Reges Tharssis, ofertorio a 2 voces y órgano,
- Salmo Benedictus, a 3 voces,
- Invitatorio de difuntos, a 4 voces mixtas,
- Himnos en San Vicente de Paúl, San Bernardo, San Vicente, San José, Santa Isabel, Medalla milagrosa, Santa Teresa de Jesús y otras advocaciones:
- Letrillas y gozos ,
- Responsorios para el Miércoles Santo, a 4 voces solas,
- Distintas obras para órgano recogidas en los tomos III y IV del Repertorio de los organistas (Madrid, Ildefonso Alier, ed.),